# 32280 Rachelmashal
32280 Rachelmashal è un asteroide della fascia principale. Scoperto nel 2000, presenta un'orbita caratterizzata da un semiasse maggiore pari a 2,8741603 UA e da un'eccentricità di 0,0180171, inclinata di 3,09260° rispetto all'eclittica.